# Rescue (KAT-TUN)
Rescue è un brano musicale della boy band giapponese KAT-TUN, estratto come quarto singolo dall'album Break the Records: By You & For You. È stato pubblicato l'11 marzo 2009 ed è il decimo singolo consecutivo del gruppo ad arrivare alla prima posizione della classifica Oricon dei singoli più venduti in Giappone.

## Tracce
Normal Edition JACA-5141
1. RESCUE
2. 7 DAYS BATTLE
3. RESCUE (Instrumental)
4. 7 DAYS BATTLE (Instrumental)

First Press Limited Edition JACA-5138~5139
1. RESCUE
2. 7 DAYS BATTLE
3. RESCUE (music video)
4. RESCUE (making of music video)

First Press Normal Edition JACA-5140
1. RESCUE
2. 7 DAYS BATTLE
3. On Your Mind - Please Come Back to Me -

## Classifiche
| Classifica (2009)                        | Posizione più alta |
| ---------------------------------------- | ------------------ |
| Giappone (Classifica settimanale Oricon) | 1                  |
| Giappone (Billboard Japan Hot 100)       | 1                  |